# Diaclaspus crinitus
Diaclaspus crinitus är en skalbaggsart som beskrevs av Gilbert John Arrow 1902. Diaclaspus crinitus ingår i släktet Diaclaspus och familjen Melolonthidae. Inga underarter finns listade i Catalogue of Life.